# Wilmore, Kansas
Wilmore är en ort i Comanche County i Kansas. Vid 2010 års folkräkning hade  Wilmore 53 invånare.